# ガリイ・ナパルコフ
ガリイ・ナパルコフ（Gari Jurjewitsch Napalkow、ロシア語；Гарий Юрьевич Напалков、1948年6月27日 - ）は、ソビエト連邦の元スキージャンプ選手。ニジニ・ノヴゴロド出身。

## プロフィール
1968年1月6日にジャンプ週間のインスブルックで優勝、総合6位となった。1968年グルノーブルオリンピックに19歳で出場、70m級14位、90m級11となった。
1969/70シーズンはベストのシーズンとなった。ジャンプ週間ではオーベルストドルフで優勝し自己最高の総合3位になると世界選手権（チェコスロバキア、ビソケ・タトリー）で70m級、90m級の2冠となった。2月14日の70m級、1本目は10位だったが2本目にこの回最長の84mを飛んで逆転、金メダルを獲得した。2月21日の90m級では1本目13位に留まったが、2本目は最長不倒の109.5mを飛んでまたしても逆転、2つ目の金メダルを獲得した。
1972年の札幌オリンピックでは70m級で7位、90m級で6位となった。